# Болотяна істота (телесеріал)
«Болотяна істота» (англ. Swamp Thing) — американський супергеройський горор-вебсеріал, заснований на коміксі DC про Алека Голланда, який унаслідок нещасного випадку на болоті гине, але перетворюється на Болотяну істоту. Прем'єра серіалу в США відбулася 31 травня 2019 року на стримінговому сервісі DC Universe.
Серіал був закритий через тиждень після прем'єри через фінансові проблеми. 14 травня 2020 року було оголошено про продовження серіалу на каналі The CW

## Сюжет
Еббі Аркейн повертається в рідне місто Марей, штат Луїзіана, щоб розслідувати смертельно небезпечний болотний вірус, де вона знайомиться з вченим Алеком Голландом. Після трагічної загибелі Голланда на болоті, Аркейн виявляє дивні факти про болото і передбачає, що вчений зовсім не помер.

## Актори та персонажі

### Головний склад
- Крістал Рід — Еббі Аркейн, доктор з ЦКЗ, яка приїхала в своє рідне місто, де проживала 14 років тому, розслідувати небезпечну для життя людей епідемію.
- Вірджинія Медсен — Марія Сандерленд, дружина Евері Сандерленда, скорботна через втрату її дочки Шони, повертається додому, що залучає Марію в надприродні таємниці болота.
- Енді Бін — Алек Голланд, опальний біолог, працює на Евері. Після того, як його вбили, коли він починає розкривати незаконну операцію на болоті, він перевтілюється в Болотяну істоту.
- Дерек Мірс — Болотяна істота, заснована на рослині сутність, створена зі спогадів про Алек Холланд. Володіючи елементарним контролем над рослинністю і здібностями до регенерації, він намагається захистити болото, місто і світ природи в цілому.
- Хендерсон Вейд — Метт Кейбл, поліцейський, разом зі своєю матір'ю Люсіль виявляються в скрутному становищі, коли надприродні події починають загрожувати місту.
- Марія Стен — Ліз Тремейн, місцевий газетний репортер і бармен, близька подруга дитинства Еббі Аркейн.
- Джеріл Прескотт — Мадам Ксанді, сліпа ворожка, чиї екстрасенсорні здібності можуть розкрити майбутнє
- Дженніфер Білз — шериф Люсіль Кейбл, мама Метта, яка дуже віддана своєму синові.
- Вілл Паттон — Евері Сандерленд, відомий бізнесмен в місті, який має намір використовувати силу болота, для отримання прибутку.
- Кевін Дюранд — Джейсон Вудроу, біогенетиком, почав вивчати властивості болота і став одержимий в розкритті його потенціалу, що в підсумку призвело його до трагічних і жахливих наслідків для нього.

### Другорядний склад
- Ян Зірінг - Деніел Кессіді / Синій диявол, колишній каскадер, який став відомим після того, як зіграв демонічного «Синього диявола» у фільмі.
- Ель Грем - Сьюзі Койл, дівчинка з діагнозом «Зелений грип», має таємничу зв'язок з Болотної твариною і дружить з Еббі.
- Леонардо Нем - Харлан Едвардс, гей, фахівець ЦКЗ, другий заступник Еббі.
- Селена Андус - Керолайн Вудро, вчений і дружина Джейсона Вудроу, яка страждає хворобою Альцгеймера.
- Гівен Шарп - Шона Сандерленд, подруга дитинства Еббі і покійна дочка Марії і Евері, яка з'являється в спогадах і як привид.
- Мейкон Блер - Примарний Незнайомець.
- Ел Мітчелл - Делрой Тремейн, батько Ліз.
- Майкл Біч - Натан Еллері.
- Стів Вілкокс - Беррі Сандерленд, батько Евері.

### Гостьова роль
- Арджил Сайлер - Джонс.
- Міка Фіцджеральд - Менсон / Гниль.
- Едрієнн Барбо - Доктор Паломар, помічник директора ЦКЗ. Барбо раніше зіграла в екранізації 1982 року.

## Виробництво

### Розробка
2 травня 2018 року було оголошено, що DC Universe дав світло на виробництво серіалу. Очікувалося, що Марк Верхейден і Гарі Доберман напишуть перший епізод серіалу разом з виконавчими продюсерами Джеймсом Ваном і Майклом Кліром. Роб Хакетт був призначений співпродюсером.
4 вересня 2018 року було оголошено, що Лен Уайзман керуватиме першим епізодом серіалу на додаток до ролі виконавчого продюсера. Незважаючи на те, що серіал вийде на DC Universe, він не буде існувати в тій же вигаданому всесвіті, що Титани і Фатальний патруль.

### Кастинг
У вересні 2018 року було оголошено, що Крістал Рід і Марія Стен зіграють Еббі Аркейн і Ліз Тремейн, відповідно. В кінці жовтня і на початку листопада 2018 року стали відомі імена акторів, таких як Джером Прескотт в ролі мадам Ксанад, Вірджинія Медсен в ролі Марії Сандерленд, Вілл Паттон в ролі Ейвері Сандерленда. Енді Бін в ролі Алека Голланда з Дереком Мірс в ролі Болотній тварі, Хендерсон Уейд в ролі Метта Кейбла [5], і Кевін Дюранд в ролі Джейсона Вудроу.
У вересні того ж року, Дженніфер Білз була відведена на роль шерифа Люсіль Кейбл. У грудні 2018 року Ян Зірінг приєднався до акторського складу в ролі Деніела Кессіді / Синього диявола, а місяць потому Леонардо Нам отримав роль Харлан Едвардса.

### Зйомки
Основні зйомки почалися в листопаді 2018 року в Вілмінгтон, штат Північна Кароліна, і завершилися 6 травня 2019 року.

### Закриття серіалу
17 квітня 2019 року було оголошено, що виробництво серіалу було несподівано перервано, через творчі розбіжності з батьківською компанією DC Universe WarnerMedia, що дозволило скоротити початковий список епізодів з 13 до 10.
У подальших звітах говорилося, що серіал був закритий через брак бюджетних коштів після того, як очікуваний рівень податкових пільг, пропонованих штатом Північна Кароліна, був істотно скорочений.  Представник DC Universe заявив, що потоковая служба не має планів на другий сезон. Коли його запитали, чому саме шоу було скасовано, представник відповів:
«На жаль, ми не можемо відповісти на цей раз»
В інтерв'ю «Collider» актор Дерек Мірс, який зіграв Болотяну істоту, поділився своєю реакцією на закриття, назвавши її «несамовитої» і заявивши, що рішення скасувати шоу було схоже на «неповагу» до частини DC.
Надалі глядачі шоу і фанати почали кампанію в соціальних мережах #SaveSwampThing, в ході якої просили виробників продовжити шоу або інші студії і потокові платформи перекупити серіал. На сайті change.org була створена петиція з проханням продовжити серіал.
Цієї осені 2020 року відбудеться повтор першого сезону на телеканалі The CW. Є можливість що канал викуповуючи серіал продовжить його на другий сезон після показу першого.